# Sunthausen
Sunthausen ist ein Ortsteil von Bad Dürrheim und befindet sich ungefähr fünf Kilometer in südöstlicher Richtung davon entfernt. Der Ort befindet sich auf einer Höhe von 705 m ü. NN, die größte Erhebung ist der Stierberg. Sunthausen ist einer von sechs Ortsteilen von Bad Dürrheim. Nach Hochemmingen und Oberbaldingen ist es der drittgrößte Ortsteil.

## Geschichte
Die erste urkundliche Erwähnung Sunthausens stammt vom 17. Februar 895. In dieser Schenkungsurkunde vermacht König Arnulf seinem Kanzler Ernst aufgrund einer Fürsprache des Bischofs Wiching von Nitra das Dorf Sunthusa. Die Urkunde belegt zudem eine enge Beziehung zum zwei Kilometer entfernten Tuningen.
Die Nordhälfte des Ortes gehörte früher zu Württemberg und war evangelisch und die Südhälfte des Ortes gehörte zu Fürstenberg und war katholisch. Getrennt wurde der Ort durch den kleinen Fluss Kötach, welcher sich heute noch durch Sunthausen hindurchschlängelt.
In den Jahren 1797, 1896, 1908 und 1921 verwüsteten große Brände den Ortskern mit Schule und Rathaus.
Bis zum Jahre 1832 war das Ortsgericht die Verwaltungszentrale in den Gemeinden, welche von Vögten geleitet wurde. Ab 1832 wurde die Bürgermeisterei errichtet. Wegen der Gemeindereform gehört die Gemeinde Sunthausen seit dem 1. Januar 1972 zur Stadt Bad Dürrheim. Zuvor gehörte Sunthausen zum Landkreis Donaueschingen. 1995 feierte der ganze Ort mit einem großen Jubiläumsfest sein 1100-jähriges Bestehen. Ehrenamtlicher Ortsvorsteher ist Albert Scherer (CDU).

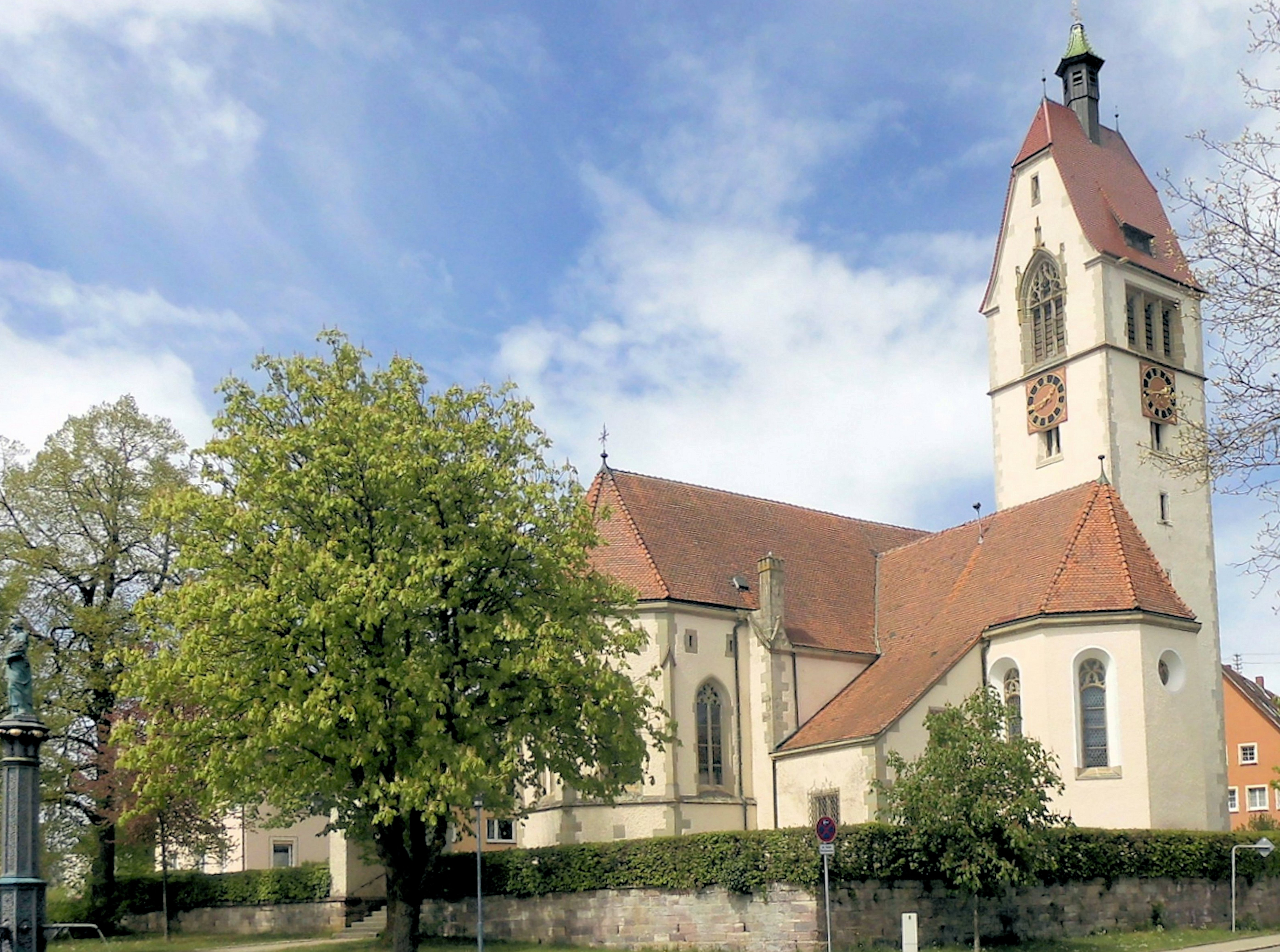
Kirche St. Mauritius

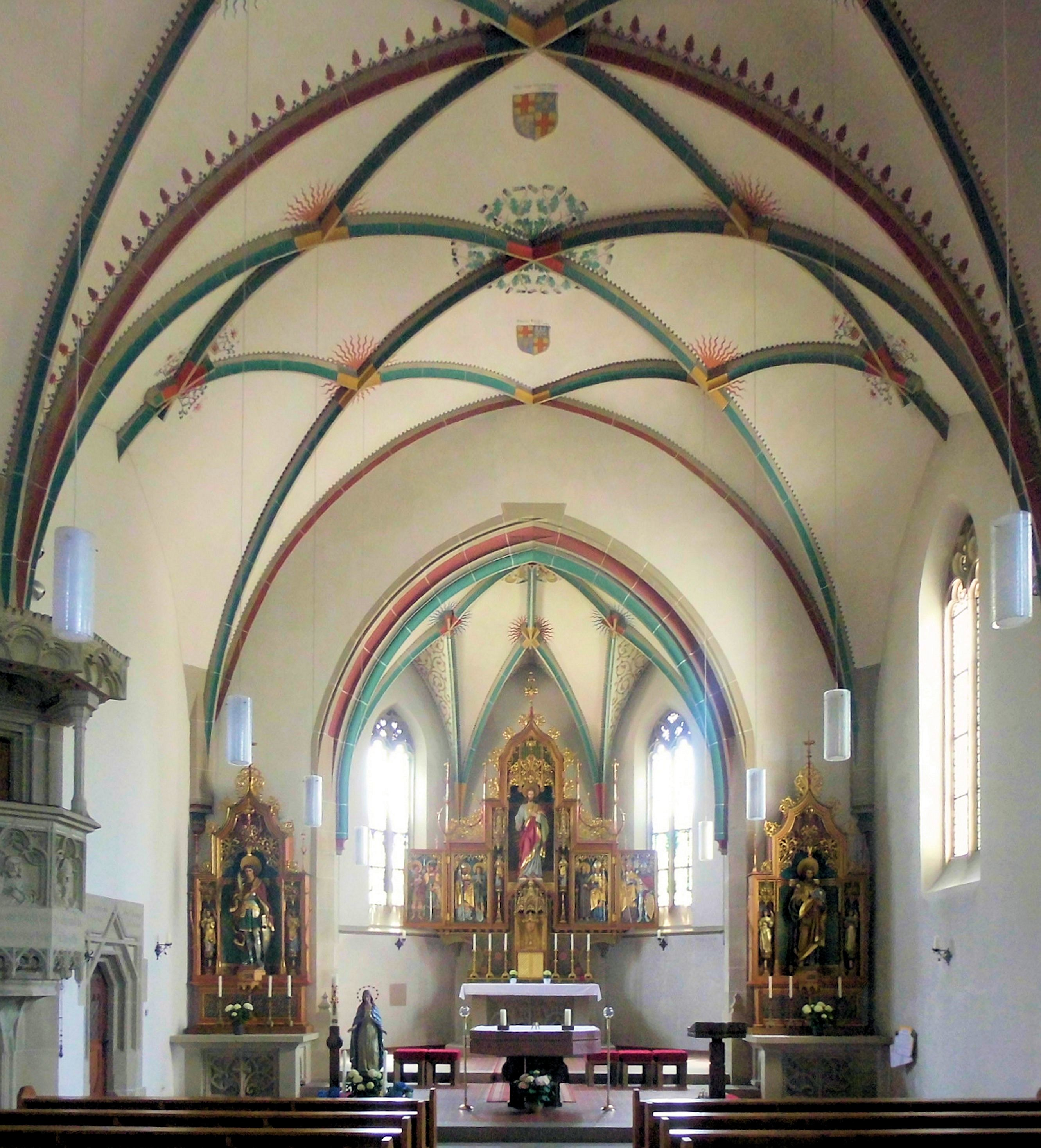
St. Mauritius innen, unter anderem mit dem St. Mauritius geweihten Seitenaltar links

## Infrastruktur
In Sunthausen befindet sich neben dem Rathaus ein Freizeitgelände sowie 300 Meter nördlich des Ortsteils ein Regenrückhaltebecken und eine für die Kötach künstlich angelegte Wasserfläche. 1987 eröffnete dort eine Kurcampinganlage mit 300 Stellplätzen. Sunthausen liegt am Ostweg von Pforzheim nach Schaffhausen.

## Kirche
Die katholische Kirche St. Mauritius wurde zwischen 1908 und 1909 von Raimund Jeblinger durch eine Erweiterung des barocken Vorgängerbaus geschaffen und in den Jahren 1974 bis 1975 durch das Erzbischöfliche Bauamt Freiburg renoviert. Der Zelebrationsaltar stammt vom Freiburger Bildhauer Bruno Knittel, den Hochaltar und zwei Seitenaltäre schufen 1910 bzw. 1911 die Gebrüder Moroder; ausgemalt wurde die Kirche vom Freiburger Robert Lipps.

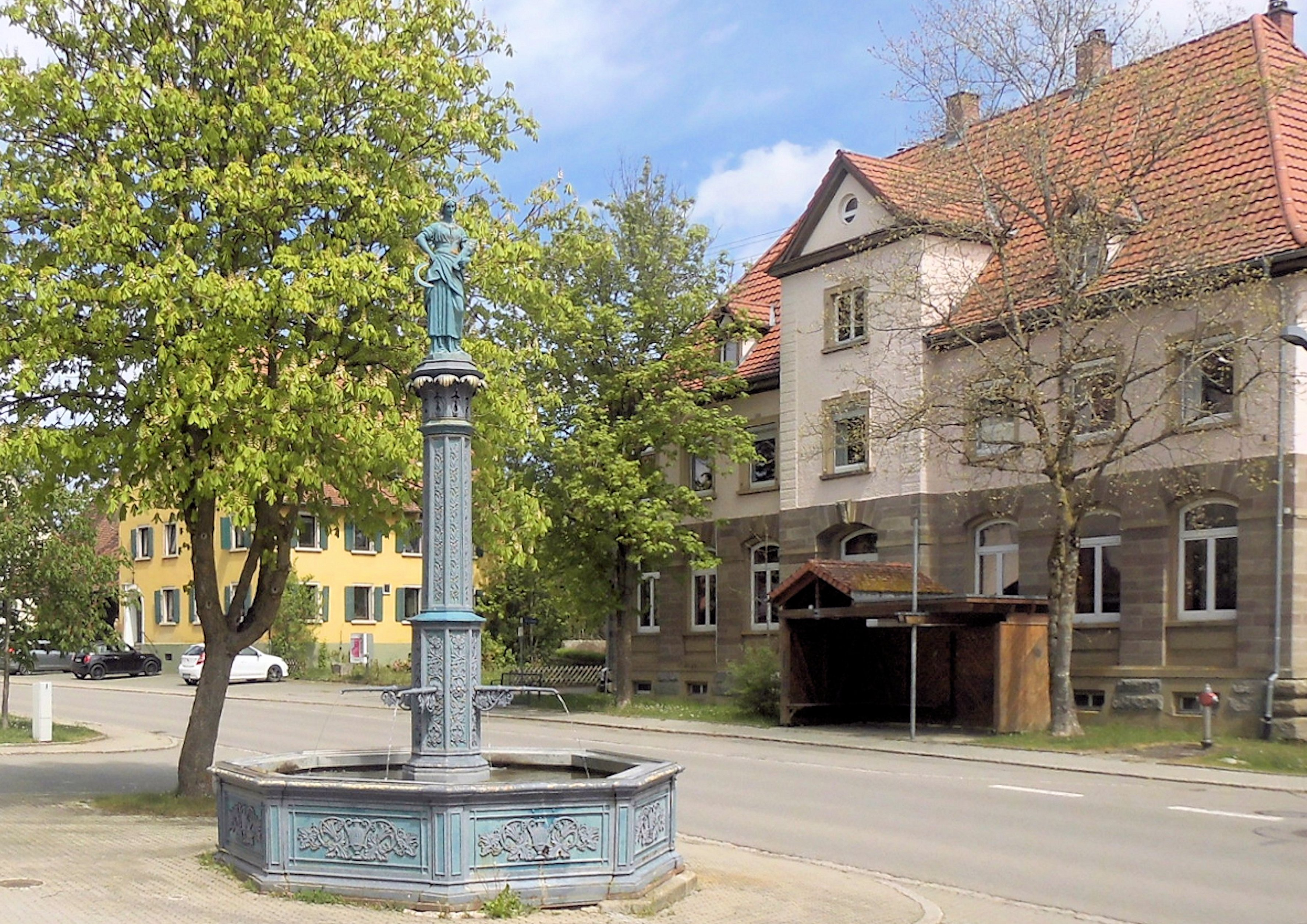
Brunnen aus dem Jahr 1878

## Persönlichkeiten
- Paul Zürcher (1893–1980), Jurist und Politiker
- Johann Bertsche (1885–1964), Politiker